# The Man with the Horn
The Man with the Horn ist ein Fusion-Album von Miles Davis, das im Jahr 1981 veröffentlicht wurde. Es war Davis’ erste Veröffentlichung neuer Aufnahmen seit 1975.

## Hintergrund
Davis wird auf dem Album von jüngeren Musikern wie Al Foster, Bill Evans, Mike Stern und Barry Finnerty unterstützt. Er spielte das Album mit drei verschiedenen Bands zwischen dem Mai 1980 und dem März 1981 ein. Zunächst begann er auf Empfehlung seines Neffen Vincent Wilburn mit einer Gruppe von Funk-Musikern aus Chicago, die dort als AL7 auftraten und die er, nachdem er ihnen über Telefon beim Spielen zugehört hatte, nach New York fliegen ließ, wo er mit ihnen probte und mehrfach ins Studio ging. Doch die Musik, die diese Band spielen konnte, war nicht komplex genug; befreundete Musiker wie Al Foster und Dave Liebman rieten Davis, nachdem er ihnen die Aufnahmen vorgespielt hatte, ab, sich tiefer darauf einzulassen.
Daher wählte Davis im Januar 1981 andere Musiker für den Rest des Albums aus, die aus New York kamen; Marcus Miller rekrutierte er erst zwei Stunden vor der ersten Aufnahme mit ihm.
Die Band, mit der er das zuletzt aufgenommene Stück Fat Time aufnahm, war noch einmal umbesetzt: Mike Stern trat an die Stelle des Gitarristen Barry Finnerty, der gefeuert wurde, weil er Dinge spielte, die Davis nicht hören wollte. Mit Ausnahme von Sammy Figueroa war dies für die nächsten zwei Jahre seine reguläre Tourneeband.
Das Album war Rock-orientiert und mischte 1980er Pop mit improvisiertem Funk und Fusion. Auf dem Album spielt Davis eher seinen traditionellen Trompetenstil, obwohl das Titelstück The Man with the Horn ähnlich wie die Aufnahmen aus den 1970er Jahren auch mit Wah-Wah gespielte Trompete aufweist. Dort ist auch Gesang zu hören.

## Rezeption
Scott Yanow bewertete das Album zurückhaltend, vergab bei Allmusic zweieinhalb von fünf Sternen und schrieb:

“Miles Davis' first comeback record finds the trumpeter a bit shaky and has a few poppish throwaway tracks; it is doubtful if anyone really remembers the title cut or Shout.”

„Miles Davis erstes Comeback-Album findet den Trompeter ein bisschen wackelig und hat ein paar poppige Wegwerf-Tracks; kaum anzunehmen, dass sich wirklich jemand an den Titelsong oder Shout erinnern wird.“

## Titelliste
Alle Stücke komponiert von Miles Davis, soweit nicht anders vermerkt
1. Fat Time – 9:56
2. Back Seat Betty – 11:16
3. Shout (Glenn Burris, Randy Hall, Robert Irving III) – 5:51
4. Aïda – 8:12
5. The Man with the Horn (Hall, Irving) – 6:35
6. Ursula – 10:46